# Vuelo 592 de ValuJet
El vuelo 592 de ValuJet fue un vuelo comercial local estadounidense de la empresa ValuJet con origen Miami y destino Atlanta que terminó en accidente el 11 de mayo de 1996, tras despegar del aeropuerto de Miami (Estados Unidos). Tras algunos minutos en vuelo, la cabina de pilotos se llenó de humo y el avión terminó estrellándose en los pantanos de Everglades, era un pantano de muy poca altura, lo que causó la muerte de la totalidad de pasajeros y tripulación.

## Antecedentes

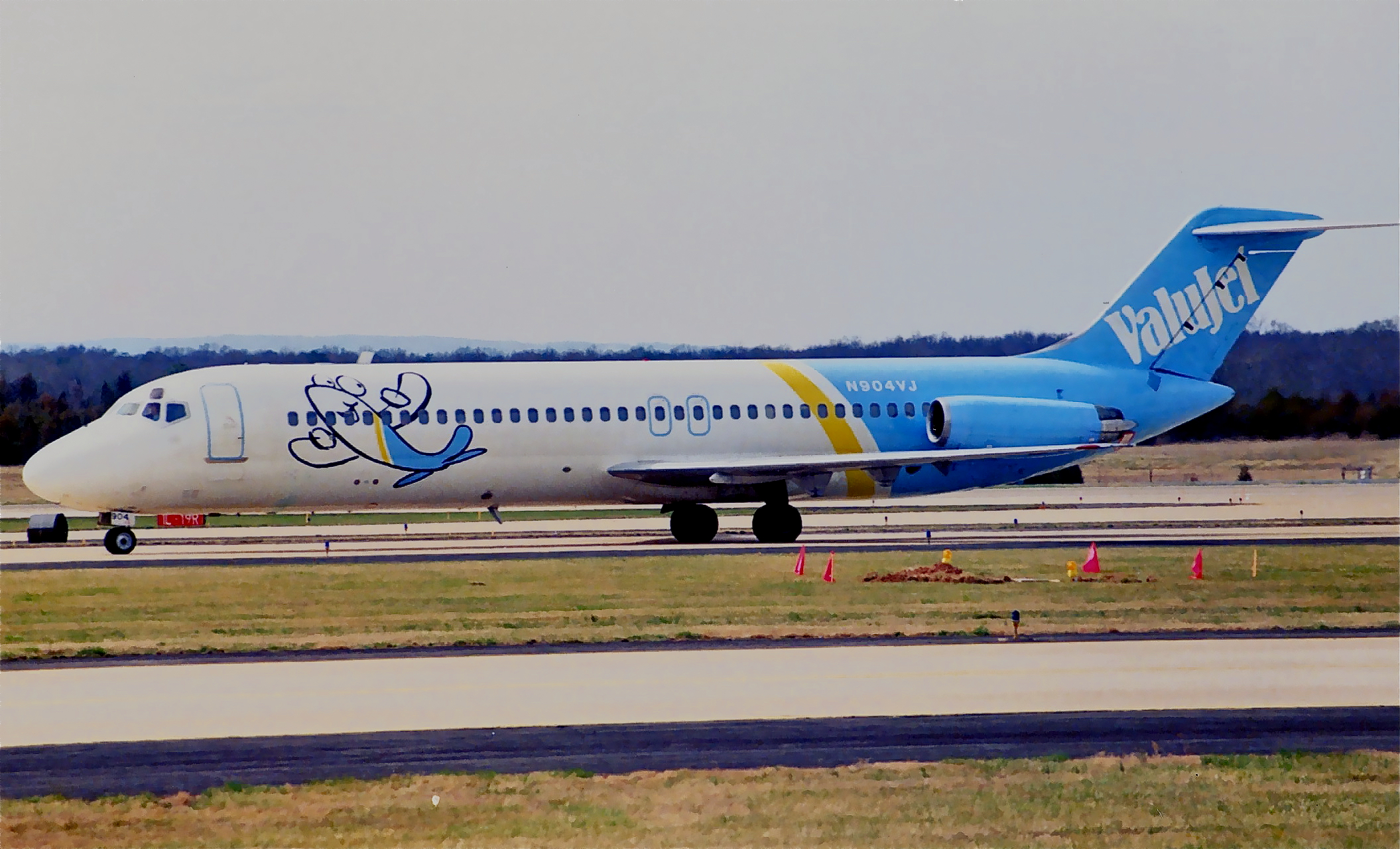
N904VJ, el avión accidentado, visto en el Aeropuerto Internacional Washington Dulles en mayo de 1995.

ValuJet era una aerolínea nacional de Estados Unidos que realizaba vuelos nacionales de corta distancia. Dentro de la compañía, se detectó por un incidente previo problemas en el mantenimiento de sus aeronaves, que se volvía crítico por los antiguos aviones DC-9 que poseían para el transporte.
En 1996, un DC-9 de Valujet se incendió antes de despegar, causado por una explosión de uno de los viejos motores. Afortunadamente no hubo víctimas, sólo heridos. Después del incidente, Valujet fue vigilado para que no volara con aviones mal mantenidos.

## Aeronave y tripulación

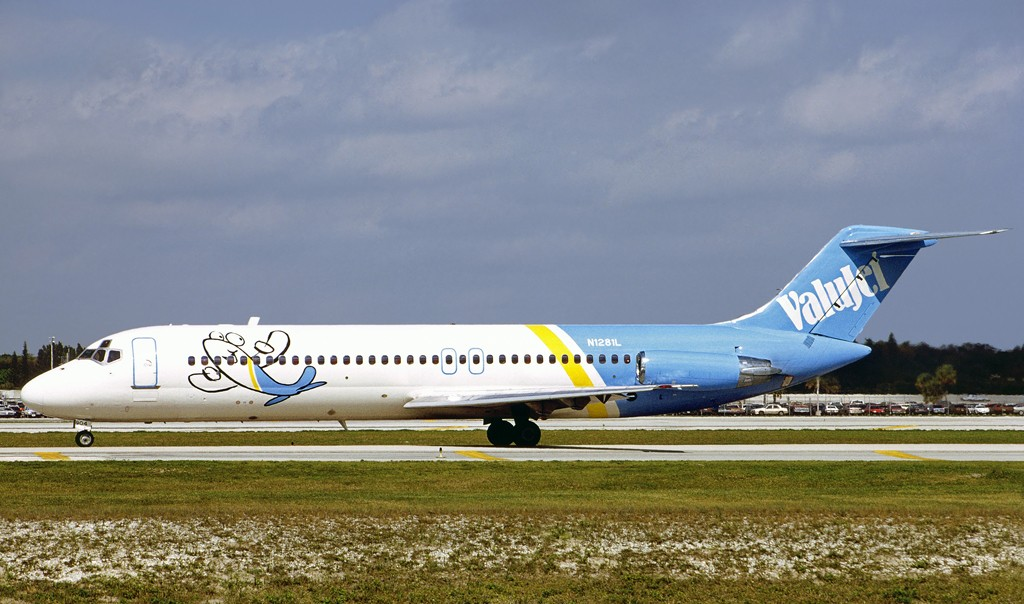
El avión involucrado en el accidente, en febrero de 1995, fotografiado con su registro anterior.

El avión, un McDonnell Douglas DC-9-32, registrado como N904VJ, fue el DC-9 número 496 ensamblado en la planta de Long Beach. Tenía 27 años y un mes en el momento del accidente y había sido volado previamente por Delta Air Lines. Su primer vuelo fue el 18 de abril de 1969 y fue entregado a Delta el 27 de mayo de 1969 como N1281L. El avión voló para Delta hasta finales de 1992, cuando se retiró y se vendió de nuevo a McDonnell Douglas. McDonnell Douglas luego vendió el avión a ValuJet en 1993. El avión estaba propulsado por dos motores turbofan Pratt & Whitney JT8D-9A.
La aeronave había sufrido una serie de incidentes en los dos años anteriores al accidente, incluidos dos despegues abortados y ocho aterrizajes de emergencia . Los errores del motor y de presurización fueron los principales problemas en varios de los incidentes. En mayo de 1995, la FAA emitió una directiva de cableado nuevo para todas las cabinas del DC-9 porque los haces de cables en el panel de interruptores podrían causar «incendios y humo descontrolado en toda la cabina como resultado de rozaduras y cortocircuitos».
En la cabina de vuelo se encontraban dos pilotos experimentados: la capitana Candi Kubeck de 35 años y el primer oficial Richard Hazen de 52 años. La capitana Kubeck había acumulado un total de 8928 horas de vuelo a lo largo de su carrera (incluidas 2116 horas en el DC-9) y el primer oficial Hazen tenía más de 11 800 horas de vuelo en total a lo largo de su carrera, 2148 de ellas en el DC-9.

## Accidente
El 11 de mayo de 1996, el avión DC-9 de ValuJet se prepara para despegar en Miami con 105 pasajeros y 5 tripulantes, mientras el personal de tierra comienza a cargar el equipaje, correo y empaques que se transportaban con el vuelo, entre los que había neumáticos, repuestos de avión y empaque de la empresa Sabre Tech, también incluía unos generadores de oxígeno.
Tras el despegue, y a seis minutos de vuelo dos minutos y medio antes del accidente una explosión sacudió el avión, los pasajeros informan a los tripulantes la presencia de humo que procedía de la cajuela del avión y también de la rejilla de ventilación. Tras unos segundos, la capitana Candi Kubeck se percató del humo en la cabina de pilotos. En las comunicaciones con la Torre de Control del aeropuerto de Miami, los pilotos confirman la presencia de fuego en la cabina y hay pruebas cuando las personas comienzan a toser.

- "¿Qué fue eso?"
- "No lo sé"
- "¡Estamos perdiendo todo!"

Tras 6 minutos de iniciado del humo, y a 10 minutos del despegue, siete segundos antes del impacto, todos están inconscientes y no hay nadie que pilote el avión y se cae de picada directo al Everglades, luego el vuelo 592 desaparece del radar de la torre de control. El vuelo se estrelló en los pantanos de Everglades en Florida, desintegrándose al hacer contacto con el agua de poca profundidad y suelo rocoso. Los investigadores presumen que en el impacto los pasajeros y tripulantes iban inconscientes debido el humo.

## Causa
Tras los peritajes, los investigadores de la NTSB no encontraron evidencias de fallas en el avión, ni sus motores o elementos eléctricos para presumir que el origen del fuego provenía desde el vehículo. Tampoco se estableció que fuera producto de un acto terrorista o explosivos presentes en el equipaje.
Sin embargo, los investigadores descubrieron que dentro de los empaques en la zona de bodega iban generadores químicos de oxígeno, que fueron catalogados como carga inofensiva, debido a que el encargado de Valujet del embalaje y la carga, creyó que en vez de caducados estaban vacíos y utilizó un embalaje de burbujas de aire de plástico. Tras ser cargado, se activó el dispositivo y durante el despegue el embalaje de plástico de burbujas se inflamó, provocando el fuego. A medida que transcurría el vuelo, el incendio fue consumiendo la zona de carga, incendiando los neumáticos, provocando un humo tóxico que se agravó y terminó por dejar inconsciente a los pasajeros del avión.
Se multó a la compañía Sabre Tech que fue la que produjo los generadores químicos de oxígeno. Sabre Tech quebró antes de pagar la multa. Resultó que los generadores químicos de oxígeno habían sido desmontados de otro avión de ValuJet. Nunca debieron transportarse con la carga de oxígeno, aunque se separó y aisló el iniciador del generador/botella.

## Filmografía
Este accidente fue presentado en un episodio de la segunda temporada del programa Segundos catastróficos, titulado «Accidente aéreo en los Everglades».
Posteriormente, el accidente sería presentado en la duodécima temporada del programa de televisión canadiense Mayday: catástrofes aéreas, en un episodio titulado «Fuego en la bodega». 